# Arthur Henderson
Arthur Henderson (ur. 13 września 1863 w Glasgow, zm. 20 października 1935) – brytyjski polityk, członek Partii Pracy, minister w rządach Herberta Henry’ego Asquitha, Davida Lloyda George’a i Ramsaya MacDonalda, przewodniczący Konferencji Rozbrojeniowej Ligi Narodów, laureat pokojowej Nagrody Nobla w 1934 r.

## Wczesne lata życia i początki kariery politycznej
Był synem Davida Hendersona. Jego ojciec zmarł gdy Arthur miał 10 lat. Następnie Arthur przeprowadził się wraz z resztą rodziny do Newcastle upon Tyne. W wieku 12 lat rozpoczął pracę w fabryce lokomotyw. Po ukończeniu 17 lat wyjechał na rok do Southampton. Po powrocie rozpoczął pracę w odlewni metalu. W 1884 r. stracił pracę. Wkrótce rozpoczął działalność w związkach zawodowych. W 1892 r. został wybrany do Iron Founders Union.
W 1900 r. poparł pomysł Keira Hardie’ego dotyczący utworzenia Labour Representation Committee (LRC), z którego wykształciła się później Partia Pracy. W 1903 r. Henderson został wybrany do Izby Gmin jako reprezentant okręgu Barnard Castle. Rok później został skarbnikiem LRC (od 1906 r. Partii Pracy). W latach 1908–1910 Henderson był liderem Partii Pracy, a w latach 1912–1934 jej sekretarzem generalnym.

## Na stanowiskach ministerialnych
Po wybuchu I wojny światowej lider laburzystów Ramsay MacDonald podał się do dymisji w proteście przeciwko zaangażowaniu Wielkiej Brytanii w ten konflikt. Jego następcą został Henderson. Po utworzeniu rządu wojennego w 1915 r. Henderson został przewodniczącym Rady Edukacji. Był pierwszym w historii laburzystowskim ministrem. W 1916 r. David Lloyd George zastąpił Asquitha na stanowisku premiera. Henderson otrzymał wówczas stanowisko ministra bez teki. Zrezygnował w sierpniu 1917 r., kiedy gabinet odrzucił jego propozycję zorganizowania międzynarodowego konferencji dotyczącej wojny. Wkrótce potem zrezygnował z funkcji lidera Partii Pracy.
Henderson przegrał wybory 1918 r. Do parlamentu powrócił rok później po wyborach uzupełniających w okręgu Widnes. Po elekcji został głównym whipem Partii Pracy i sprawował to stanowisko do 1923 r., kiedy ponownie przegrał wybory. Powrócił jeszcze w tym samym roku, wygrywając wybory uzupełniające w okręgu Newcastle upon Tyne East. W 1923 r. ponownie przegrał wybory, a w 1924 r. powrócił do parlamentu jako reprezentant okręgu Burnley.
Kiedy w 1924 r. Partia Pracy utworzyła swój pierwszy rząd Henderson objął w nim tekę ministra spraw wewnętrznych. W drugim rządzie, w latach 1929–1931, Henderson był ministrem spraw zagranicznych. W 1931 r. sprzeciwił się powstaniu rządu narodowego. Wraz z większością laburzystowskich deputowanych przeszedł do opozycji i stanął na czele Partii Pracy. Przegrał jednak wybory w 1931 r. i rok później zrezygnował ze stanowiska.

## Ostatnie lata
Henderson powrócił do Izby Gmin w 1933 r., wygrywając wybory uzupełniające w okręgu Clay Cross. W następnych latach był przewodniczącym Konferencji Rozbrojeniowej w Genewie oraz został uhonorowany pokojową nagrodą Nobla w 1934 r.
Zmarł w 1935 r. Dwóch jego synów, William i Arthur, również zostało laburzystowskimi politykami.